# Nadolice Małe
Nadolice Małe (niem. Klein Nädlitz, 1937–1945 Nädlau) – wieś w Polsce położona w województwie dolnośląskim, w powiecie wrocławskim, w gminie Czernica.

## Podział administracyjny
W latach 1975–1998 miejscowość administracyjnie należała do województwa wrocławskiego.